# Apple DOS
Apple DOS é a família de sistemas operacionais de disco para os microcomputadores Apple II do final de 1978 até o início de 1983. Foi o primeiro sistema operacional desenvolvido pela Apple Computer primariamente pelos desenvolvedores Paul Laughton, Randy Wigginton e Steve Wozniak.

## Versões
O Apple DOS teve três versões principais: DOS 3.1, DOS 3.2 e DOS 3.3. Apesar de cada lançamento ter recebido atualizações para correção de bugs, apenas o Apple DOS 3.2 teve uma versão menor de correção de erros, o Apple DOS 3.2.1.
A versão mais conhecida e mais utilizada foi o DOS 3.3, nos lançamentos de 1980 e 1983.[carece de fontes?] Antes do lançamento do DOS 3.1, os usuários utilizavam fitas cassete de áudio para armazenamento de dados e recuperação, porém o método era muito lento e não confiável.[carece de fontes?]